# Mirosław (Grande-Pologne)
Pour les articles homonymes, voir Mirosław.
Mirosław (prononciation : [miˈrɔswaf]) est un  village polonais de la gmina de Ujście dans le powiat de Piła de la voïvodie de Grande-Pologne dans le centre-ouest de la Pologne.
Il se situe à environ 3 kilomètres au sud-ouest de Ujście (siège de la gmina), 12 kilomètres au sud de Piła (siège du powiat), et à 74 kilomètres au nord de Poznań (capitale de la Grande-Pologne).

## Histoire
De 1975 à 1998, le village faisait partie du territoire de la voïvodie de Piła.

Depuis 1999, Mirosław est situé dans la voïvodie de Grande-Pologne.
Le village possède une population de 637 habitants en 2006.